# Blyth, Northumberland

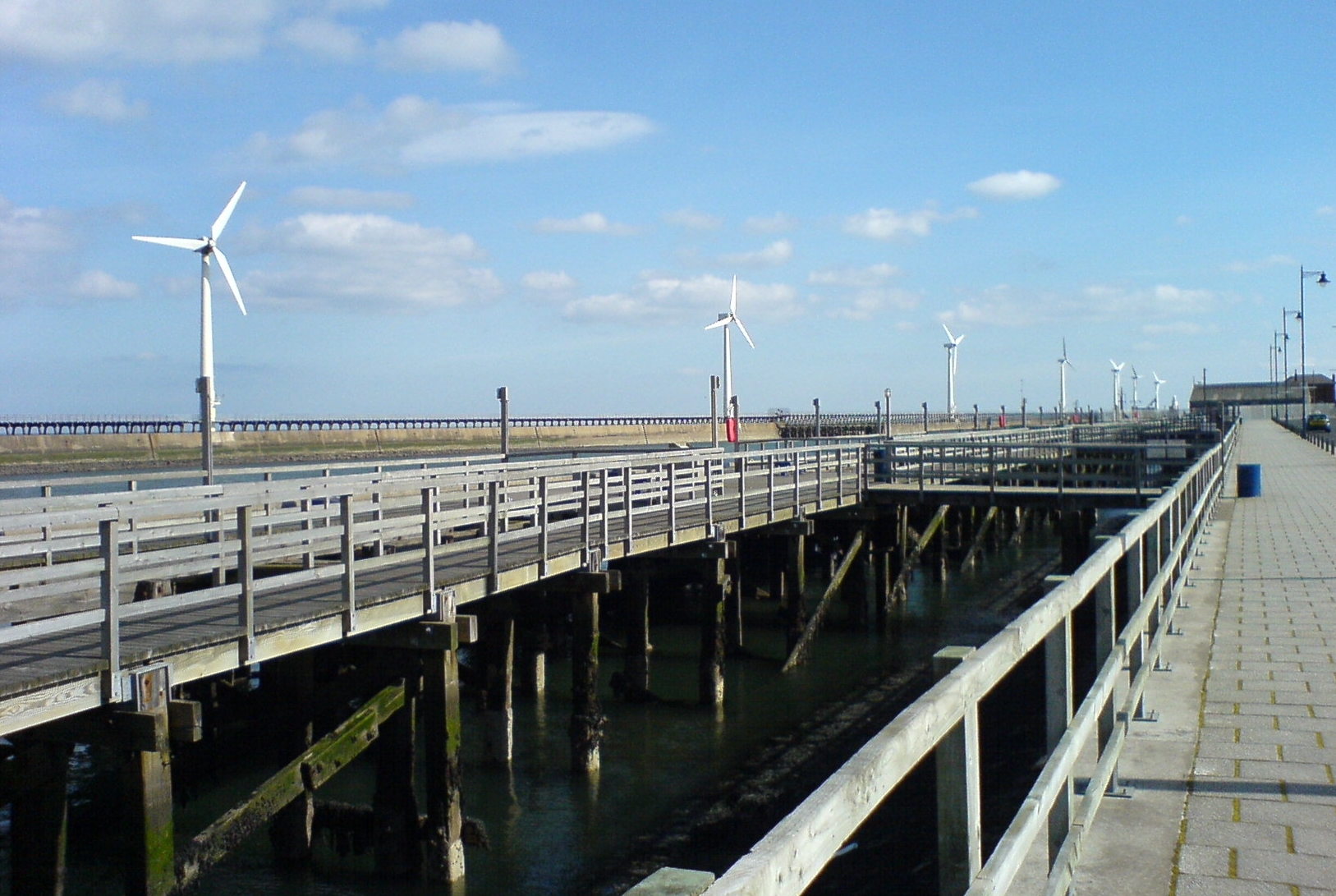
Turbine de vânt

Blyth este un oraș în comitatul Northumberland, regiunea North East, Anglia. Orașul se află în districtul Blyth Valley a cărui reședință este.